# جيم هولت (صحفي)
جيم هولت (بالإنجليزية: Jim Holt)‏ هو فيلسوف وكاتب غير روائي وصحفي أمريكي، ولد في 30 أكتوبر 1954 في نيويورك في الولايات المتحدة. كتب هولات مقالات في كل من النيويورك تايمز والنيويورك ريفيو أوف بوكس والنيويوركر وغيرها. كتابه «لماذا يوجد العالم؟» (نشر عام 2012) حقق نجاحاً كبيراً ودخل على قائمة نيويورك تايمز لأكثر الكتب مبيعاً لعام 2013.
قدم هولت برنامجاً إذاعياً أسبوعياً على بي بي سي الويلزية يدعى «العيش في أميركا مع جيم هولت» لمدة عشرة سنوات. كذلك ظهر هولت على عدة محطات تلفازية أمريكية مثل إن بي سي نيوز وسي إن إن. كان محرر مجلة النيوليدر السياسية عام 1997. يعيش هولت في نيويورك.

## وصلات خارجية
- النيويورك تايمز – إلى داخل اللاشيء، بعد شيء ما (بالإنجليزية)
- مراجعة كتب النيويورك تايمز – ما تستطيع معرفته حقاً؟ (بالإنجليزية)
- الفيلسوف جيم هولت حول العدم وحروب الإله وكتابه الجديد: “أنا معتوه قليلاً” (بالإنجليزية)
- هل تغير معنى العدم؟ (بالإنجليزية)
- مجلة الفلاسفة – أفضل كتب 2012 (بالإنجليزية)
- "لماذا يوجد جيم هولت؟". شبكة مدونات ساينتفيك أميركان. مؤرشف من الأصل في 2019-07-05. (بالإنجليزية)
- جيم هولت، تشارلي روز (08/01/2012) (بالإنجليزية)